# Rio Avrămeni
O Rio Avrămeni é um rio da Romênia afluente do rio Başeu, localizado no distrito de Botoşani.